# Pericle Luigi Giovannetti
Pericle Luigi Giovannetti (Bâle, 22 juin 1916 - Ascona, 19 août 2001), également connu sous le nom de Luigi Pericle, est un peintre et illustrateur suisse d’origine italienne.

## Biographie
Né à Bâle en 1916, d’un père italien, Pietro Giovannetti de Monterubbiano – dans la région des Marches – et d’une mère d’origine française, Eugénie Rosé, à l'âge de seize ans Luigi Pericle Giovannetti entreprend des études à l’Académie des beaux-arts, mais peu après il abandonne ses études et devient autodidacte. Dans sa jeunesse, il étudie les philosophies est-asiatiques, égyptiennes antiques et grecques de son côté.
En 1947 il épouse la peintre Orsolina Klainguti, du canton des Grisons. Dans les années 1950, Giovannetti et sa femme déménagent à Ascona, où ils vivent pour le reste de leur vie.
La maison où Pericle a vécu jusqu’à la fin de ses jours s'appelait “Casa San Tomaso”. Après la mort de l’artiste en 2001, la maison a été fermée pendant seize ans, puisqu'il n’avait pas d’héritier. En décembre 2016, la propriété fut acquise par ses voisins et c’est là qu’on a découvert l’existence de peintures et compositions d’encre, ainsi que des documents inédits,.

## Max la Marmotte et la production de bandes dessinées
Giovannetti travaille aussi comme dessinateur pour la revue satirique britannique Punch, où il publie plusieurs bandes dessinées.
En 1951, son premier livre Das betrunkene Eichhorn est publié par la maison d’édition Vineta Verlag sous le nom de Pericle Giovannetti. En 1952, il réalise un livre d’illustrations pour enfants pour l’Union syndicale suisse, comme cadeau de Noël.
En 1953, Giovannetti crée Max la Marmotte, le protagoniste des bandes dessinées sans parole du même nom, pour tous les âges, qui lui apporteront une notoriété intérnationale : le personnage devient rapidement populaire, surtout en Europe, aux États-Unis et au Japon,. Le livre Max est réimprimé dans 25 éditions entre 1954 et 2004, les retirages des œuvres de Giovannetti se poursuivent pendant des  années jusqu’en 2015, alors que Creative Media Partners publie Max Presents Portraits, Sketches, Vignettes, and Pictorial Memoranda of Men, Women, and Other Animals.
En 1958 Giovannetti écrit, en collaboration avec Clive King, Hamid of Aleppo. Il produit aussi les illustrations du livre.
Ses illustrations ont été publiés par l’éditeur new-yorkais Macmillan et plus tard par des journaux et des revues populaires comme The Washington Post, The Herald Tribune et Punch. Ici, il signe ses œuvres comme Giovannetti ou Pericle Giovannetti. Les livres des aventures de Max, et aussi d’autres personnages, sont réimprimés plusieurs fois en Allemagne, en France et au Royaume-Uni.

## Luigi Pericle
En 1959 Giovannetti, sous le nom de Luigi Pericle, entame une collaboration avec Peter G. Staechelin, un collectionneur d’art bâlois, qui achète plusieurs œuvres de l’artiste pour sa propre collection. En 1962, Giovannetti rencontre Martin Summers, galeriste et conservateur de la Galerie Arthur Tooth & Sons à Londres, où le peintre organise deux expositions personnelles, en 1962 et en 1965, et deux expositions collectives – Colour, Form and Texture et Contrasts in Taste II – toutes les deux en 1964,.
En 1963, des œuvres sont aussi exposées à Ascona, dans la Galerie d’art de Castelnuovo. Hans Hess, muséologue et conservateur de la York Art Gallery, en 1965, organise une exposition personnelle itinérante de Luigi Pericle, en présentant une sélection de 50 œuvres, dans plusieurs musées britanniques, y compris : York, Newcastle, Hull, Bristol, Cardiff et Leicester.
En janvier 1965, Herbert Read – critique d’art, cofondateur de l'Institute of Contemporary Arts à Londres et conseiller artistique pour Peggy Guggenheim – visite l’atelier de Pericle à Ascona. Il écrit la préface au catalogue de l’exposition de Luigi Pericle, organisée par Hans Hess, qui sera ensuite inclus dans le livre Luigi Pericle: dipinti e disegni (Luigi Pericle : peintures et dessins). Des années 1960 aux années 1980, l’artiste crée une série de œuvres sur toile et sur masonite, compositions d’encre et dessins. Pendant cette période, le catalogue de Luigi Pericle : dipinti e disegni est imprimé : le projet d'une monographie consacrée à l'artiste a été initié en collaboration avec Staechelin et, après la mort de ce dernier, a été achevé avec son fils, Ruedi Staechelin.
Il écrit un livre, intitulé Bis ans Ende der Zeiten (Jusqu’à la fin des temps), achevé en 1996. Un seul chapitre sera publié en 1995, sous le nom d'Amduat. En 1997, Orsolina mourut, à qui Pericle survécut jusqu'en 2001, ne laissant aucun héritier.
Les peintures de Luigi Pericle font partie de la Collection Municipale d’Ascona, la collection permanente du Bristol Museum & Art Gallery à Bristol et la collection permanente de la York Art Gallery, à York.
Dès la fin du 2018, de nouvelles recherches promues par les Archives Luigi Pericle ont conduit à la redécouverte de l’artiste et à l’exposition qui a eu lieu chez la Fondazione Querini Stampalia (11 mai–24 novembre 2019) accompagnée de la publication du Catalogue “Luigi Pericle. Beyond the visible”.

## Bandes dessinées et livres illustrés
- (de) Aus meiner Menagerie Nebelspalter-Verlag, 1951
- (it) L'unione fa la forza : strenna natalizia per i piccini, Unione Svizzera dei sindacati liberi, 1952
- (de) Das betrunkene Eichhorn, Vineta-Verl, 1951
- (en) Max, MacMillan Company, 1954
  - (de) Max, Zurigo, Sanssouci, 1954
    - (it) Max, Baldini e Castoldi, 1959(en) Max, Atheneum, 1977,  (ISBN 978-0689500824)
      - Max, École des loisirs, 2003,  (ISBN 978-2211070744)
- (en) Max Presents: Portraits, Sketches, Vignettes and Pictorial Memoranda of Men, Women and Other Animals; Conceived by Max, Supervised by Max, Selected by Max, Arranged and Edited by Max, Commentary by Max, Macmillan (N.Y.), 1956
  - (en) Max Presents Portraits, Sketches, Vignettes, and Pictorial Memoranda of Men, Women, and Other Animals, HardPress Publishing, 2013,  (ISBN 978-1313557467)
    - (en) Max Presents Portraits, Sketches, Vignettes, and Pictorial Memoranda of Men, Women, and Other Animals, Creative Media Partners, LLC, 8 August 2015,  (ISBN 978-1296562311).
- (en) Beware of the Dog, Macmillan, 1958.
- (en) Clive King e Giovannetti, Hamid of Aleppo, MacMillan Company, 1958
- (en) Nothing But Max, MacMillan Company, 1959
- (en) Birds without words, MacMillan Company, 1961
- (en) The Penguin Max, Penguin, 1962
- (de) Jawassinüdsäged! Nebelspalter-Verlag, 1971
- (de) Max: d. Murmeltier, über d. d. Welt schmunzelt, Heyne, 1973,
- Max - Das Murmeltier, 1981  (ISBN 978-3453003118)
- (de) 111 neue Kaminfeuergeschichten, Nebelspalter-Verlag, 1975
- (de) Pablo, Nebelspalter-Verlag, 1976
- (de) Ja - wer chunt dänn daa? Nebelspalter-Verlag, 1976
- (de) Max : alle Abenteuer des Murmeltiers, über das die Welt schmunzelt, Heyne, 1993